# Babka kaukaska
Babka kaukaska (Knipowitschia caucasica) – gatunek ryby z rodziny babkowatych (Gobiidae).

## Występowanie
Morze Kaspijskie, Czarne, Azowskie, Egejskie, oraz północna część Adriatyku.
Występuje zarówno w wodach słodkich jak i słonych, w jeziorach ujściach rzek oraz płytkich lagunach, na silnie zarośniętych płyciznach na głębokości 0–2 m.

## Cechy morfologiczne
Osiąga 5 cm długości. 31–32 kręgi. W płetwie grzbietowej 7 twardych i 7–8 miękkich promieni, w płetwie odbytowej 1 twardy i 7–9 miękkich promieni. W płetwach piersiowych 13–18 promieni.
U samców 4–5 szerokich poprzecznych pręg.

## Odżywianie
Żywi się niewielkimi skorupiakami i larwami ochotkowatych.

## Rozród
Dojrzewa płciowo po pierwszej zimie przy długości 2–2,3 cm. trze się od III do VII. Samiec strzeże ikry składanej w zagłębienia pod kamieniami i przyklejonej do ich spodniej strony. Larwy są pelagiczne. Żyje do 2 lat.